# Lon Sellitto
Lon Sellitto è un personaggio letterario, creato dallo scrittore statunitense Jeffery Deaver, presente nell'intera serie dei romanzi d'inchiesta con protagonista Lincoln Rhyme.

## Il personaggio
Lon Sellitto è un tenente del New York City Police Department, ufficiale anziano ed esperto dell'ufficio d'indagine di origine italiana, amico di lunga data e collaboratore di Lincoln Rhyme, criminologo di fama mondiale, ex comandante della Polizia Scientifica e collaboratore esterno a seguito di un incidente che lo ha reso tetraplegico.